# Monsanto-proces
Het Monsanto-proces is een chemisch proces ter productie van azijnzuur, door de carbonylering van methanol. De methode is gelijkaardig als die bij het Cativa-proces en werd oorspronkelijk in 1960 ontwikkeld door BASF. In 1966 werd het verbeterd door Monsanto, door de introductie van een nieuw katalytisch systeem. 
Het proces vereist een katalysator op basis van rodium, zoals het complex [Rh(CO)2I2]−, en verloopt bij een druk van 30-60 atm en een temperatuur van 150 tot 200°C. Het Cativa-proces, dat werkt op basis van iridium, verving later steeds meer het Monsanto-proces. Het gebruik van iridium zorgde er namelijk voor dat er in de reactie minder water benodigd was, hetgeen het aantal droogstappen achteraf sterk reduceerde. Daarnaast werd de vorming van nevenproducten, zoals propionzuur, vermeden.
Het totaalproces komt neer op:
{\displaystyle {\ce {{CH3OH}+ CO -> CH3COOH}}}

## Procesverloop
De katalytische cyclus van het proces start met de oxidatieve additie van methyljodide aan het vierkant planaire rodiumcomplex tot het octaëdrische complex, het fac-isomeer van [Rh(CO)2(CH3)I3]−. Een van de carbonylliganden migreert en wordt geïnserteerd in de rodium-methylbinding. Zodoende ontstaat een vierkant piramidaal rodium-acetylcomplex. Na toevoeging van koolstofmonoxide ontstaat een fac-carbonyl-acetylcomplex. Door reactie met het (eerder afgesplitste) jodide-ion ontstaat acetyljodide, dat door water wordt gehydrolyseerd tot azijnzuur. Het hierbij ontstane waterstofjodide regenereert methyljodide uit methanol. Ook het initiële rodium-complex wordt door de reductieve eliminatie herwonnen.